# Пиляр, Юрий Евгеньевич
Юрий Евгеньевич Пиляр (14 октября 1924, Великий Устюг — 10 апреля 1987, Москва) — русский советский писатель.
Участник войны, узник концлагеря Маутхаузен. Его автобиографичный роман «Люди остаются людьми», опубликованный в 1963 году, выдвигался на соискание Ленинской премии, был широко известен в 1960-х годах в СССР и издан более чем в двадцати странах.

## Биография
Родился в семье сельского учителя (отец репрессирован и погиб в 1939 году). Из рода баронов Пилар фон Пильхау (14-е колено).
Окончил школу в Явенге Вожегодского района Вологодской области. Очень много читал, имел способности к математике, был редактором школьной газеты, брал курсы немецкого и французского у одной старушки в обмен на обучение её внучки математике.
В 1941 году подал документы в Ленинградский государственный институт журналистики имени В. В. Воровского
В связи с войной в декабре 1941 года ушёл добровольцем на фронт. Несмотря на то, что ему ещё было только 17 лет, как знающий немецкий язык и физически подготовленный (имел четыре значка Осоавиахима), зачислен в отделение разведки взвода управления полка переводчиком, старший сержант.
В июле 1942 года, контуженный, попал в плен. После трёх попыток побега в 1943 был переведён в концентрационный лагерь Маутхаузен. Был членом интернациональной антифашистской подпольной организации лагеря, участвовал в восстании заключённых в 1945 году.
Из-за ошибки вместо проверочного пункта для бывших военнопленных прошёл проверочно-фильтрационный лагерь.
Награждён орденом Отечественной войны I степени (1985) и многими медалями, более двух десятков лет представлял советских ветеранов в Международном комитете узников Маутхаузена, был вице-президентом этого комитета.
С 1946 года жил в Москве, работал грузчиком, физкульторганизатором, кладовщиком и окончил Высшие литературные курсы (1951).
В 1955 году журнал «Новый мир» опубликовал его повесть «Всё это было» об ужасах нацистских лагерей смерти.
В феврале 1968 году подписал «Писательское письмо», осуждавшее «Процесс четырёх», за что получил строгий выговор и в апреле 1968 году был вынужден снять свою подпись.
Похоронен на Кунцевском кладбище.

## Творчество
Юрий Пиляр своими книгами подчеркивает то, что боль, пытки, голод, холод, издевательства, перенесенные в концлагерях, остаются с человеком на всю жизнь. Они напоминают ему об этом кошмарными снами, болезнями.
Тему лагерей продолжают романы «Люди остаются людьми» (1963; роман был экранизирован в 1965 году) и «Забыть прошлое».
Другие романы и повести: «Пять шагов до бессмертия» (1971) и «Честь» (1987; о генерале Карбышеве), «Последняя электричка» (о молодом мужчине, вступившемся за девушку и получившем ножевое ранение от бандитов), «История моего друга» (о потерявшем зрение мальчике), «Такой случай», «Начальник штаба».
Кроме военной темы, писал и для детей (автобиографические повести «Вор-воробей», «Талая земля» и др.).
Последняя рукопись «Исповедь бывшего узника», датированная февралем 1987 года, опубликована в книге «Семейный альбом» а 1999 году.

## Книги
- Талая земля. М.: Детская литература, 1970 и 1973.
- Пять часов до бессмертия. М.: Советская Россия, 1974.
- Разговор по душам. М.: Изд-во Министерства обороны СССР, 1977.
- Такой случай. М.: Современник, 1978.
- Yuri Pilyar. It all really happened. М.: Изд-во литературы на иностранных языках, 1978.
- Санаторий «Космос». М.: Современник, 1983.
- Избранное. М.: Московский рабочий, 1983.
- Честь. М.: Современник, 1987.